# Alexandr Šlyk
Alexandr Šlyk často transliterován jako Aliaksandr Šlyk (bělorusky: Александр Шлык), (* 28. leden 1974 Orša, Sovětský svaz) je bývalý reprezentant Běloruska v judu.
Patřil k stabilním reprezentantům Běloruska na velkých soutěží v pololehké váze. Dvojkou reprezentace se stal pouze v letech 1999 a 2000, kdy ho překonal běloruský mistr Evropy v superlehké váze Rašad Mamedov. Na olympijské hry se mu během sportovní kariéry nepodařilo kvalifikovat.

## Výsledky
| Turnaj             | 1997 | 1998 | 1999 | 2000 | 2001 | 2002 | 2003 | 2004 | 2005 | 2006 |
| ------------------ | ---- | ---- | ---- | ---- | ---- | ---- | ---- | ---- | ---- | ---- |
| Mistrovství světa  | úč.  | –    | dns  | –    | dns  | –    | úč.  | –    | úč.  | -    |
| Mistrovství Evropy | 7.   | úč.  | dns  | dns  | úč.  | úč.  | 7.   | úč.  | 3.   | úč.  |